# Märklin
La Gebr. Märklin & Cie. Gmbh  (Märklin o Maerklin) è un'azienda produttrice di giocattoli tedesca, fondata nel 1859. La Märklin, che ha sede a Göppingen (Germania) è stata per molti anni il leader mondiale tra i costruttori di modellini ferroviari. Ha prodotto anche altri tipi di giocattoli, ma la produzione caratterizzante è sempre stata quella ferromodellistica. Si è sempre distinta per l'originalità dei suoi modellini a prevalente o esclusiva esecuzione in metallo e per il particolare funzionamento a corrente alternata (CA) anziché il più diffuso a continua (CC).

## Storia dell'azienda

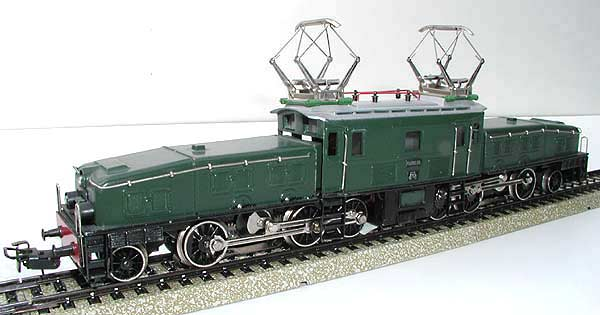
Il "Coccodrillo" (art. 3015), storico modello "simbolo" della Märklin Il modello è realizzato sul prototipo della locomotiva per treni merci Serie Ce 6/8 III delle Ferrovie Federali Svizzere (SBB/CFF/FFS), detta appunto, per colore e forme, "Coccodrillo"; è ancora oggi in produzione, in versione aggiornata (art.39563)

Tra le prime ditte a produrre in scala H0 (1:87), ha avuto ed ha in catalogo anche modelli in grandi scale: scala 0 (1:43) in passato, scala 1 (1:32). Tra i prodotti una delle più piccole ferrovie modello, in scala Z (1:220), con scartamento 6mm. 
Tra le produzioni storiche, le costruzioni meccaniche (Il “meccano” in collaborazione con la Hornby Railways) e l'autopista Märklin Sprint, negli anni settanta, che, probabilmente non ha avuto la fortuna commerciale che meritava. Fino agli anni sessanta sono stati prodotti automodelli in scala 1:43.
Nel 1964 la Märklin ha assorbito il marchio HAMO.
Il gruppo produce anche modelli alimentati a corrente continua in scala H0 con marchio TRIX ed in scala N (Mintrix). Nell'estate del 2007, inoltre, la Märklin ha acquistato la ditta LGB, produttrice di modelli ferroviari per uso da giardino.
Circa 25 anni fa la Märklin ha introdotto il funzionamento digitale degli impianti e delle loco. Si è trattato di una rivoluzione che ha mutato radicalmente il mondo del modellismo ferroviario e che ha fatto sì che il vecchio mondo analogico risultasse in poco tempo obsoleto. L'analogico ha ancora oggi degli estimatori, ma l'orientamento di questi modellisti è sempre più collezionistico, mentre l'operatività dei plastici è oramai orientata in modo quasi totale al digitale. 

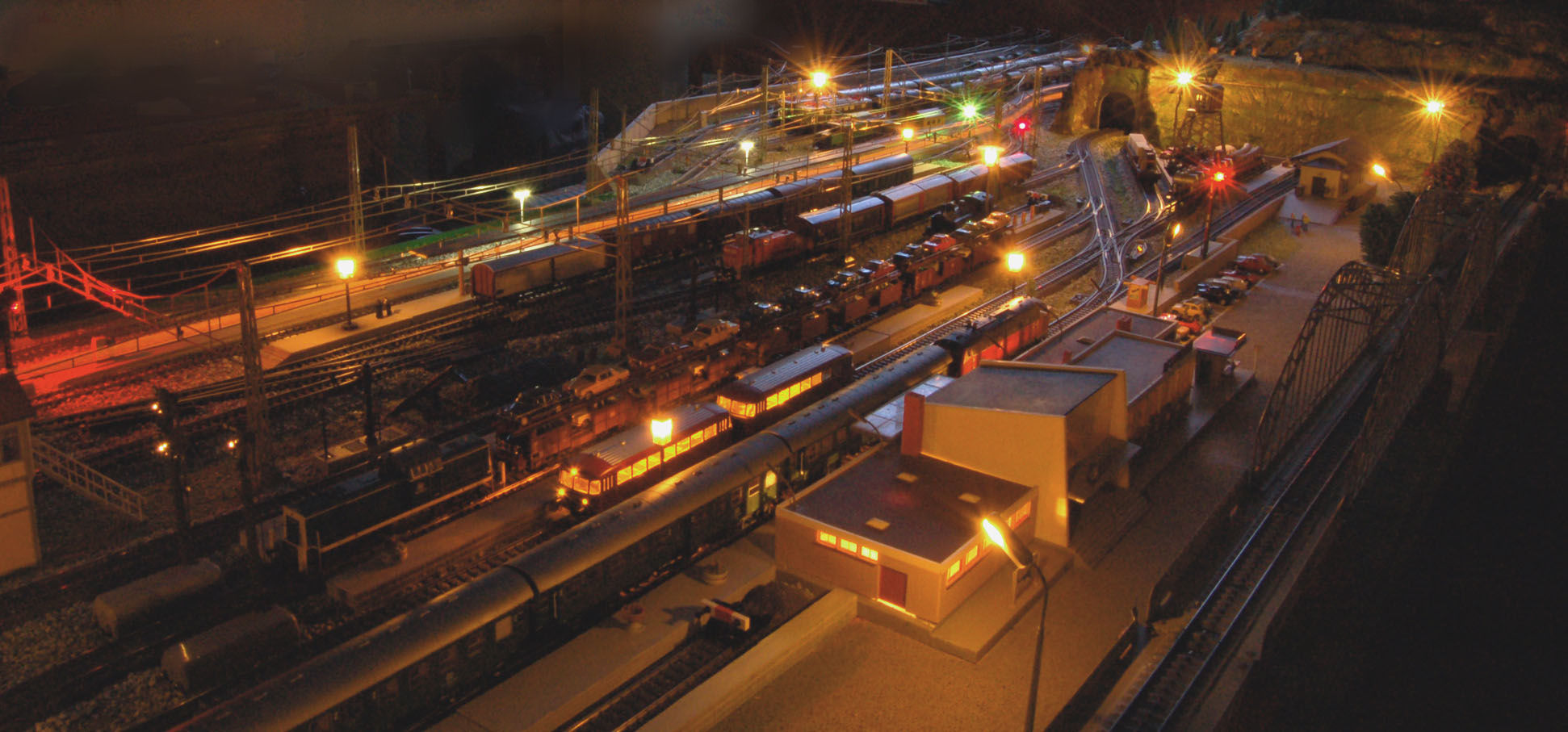
Plastico Märklin in scala H0: visione notturna

Come altre ditte, la Märklin ha adottato strategie di contenimento dei costi, che stanno consentendo di continuare la produzione con spostamento di parte di questa in Cina, con grande scandalo dei puristi del marchio. Al momento la produzione di prestigio e l'assemblaggio finale rimangono negli stabilimenti europei, anche se non si sa fino a quando.
L'impressione è che la strategia commerciale dell'azienda passi attraverso il contenimento dei costi e la ripresa della produzione in metallo, che, parzialmente abbandonata negli ultimi decenni del secolo scorso, era stata motivo di disaffezione dei vecchi modellisti.
La quota di penetrazione della Märklin nel mercato italiano non è alta per varie cause: l'unicità del sistema, che pur offrendo innegabili vantaggi, non è compatibile con la maggioranza della produzione di altre marche; i costi, mediamente più elevati di almeno il 30% per quanto attiene ai rotabili da trazione, rispetto alle altre ditte; la scarsità di materiale “italiano” in catalogo, diretta conseguenza del basso interesse dimostrato dai modellisti nostrani per la produzione dell'azienda. In realtà, negli anni sessanta e settanta del secolo scorso Märklin era piuttosto diffusa tra i ragazzi, ma poi i costi e quanto sopra detto, oltre al dilagare dei giochi elettronici, hanno contribuito al restringimento del numero degli appassionati del marchio, che tuttavia, ad oggi, rappresentano uno “zoccolo duro” praticamente inattaccabile. Infatti, tali sono le caratteristiche peculiari del prodotto, che, una volta apprezzato per le sue doti indiscutibili, conquista la fedeltà del cliente. La diffidenza del modellista “medio” viene così compensata da una clientela esigente ma costante nel tempo e nel numero, anche se nei forum si comincia ad incontrare entusiasti neofiti anche molto giovani, attratti in modo particolare dalle possibilità quasi infinite del sistema, perfettamente interfacciabile con PC e relativi programmi.

## La crisi
La situazione di mercato è diventata pesante e il 4 febbraio 2009 la Märklin ha chiesto l'amministrazione controllata al tribunale di Göppingen.
Il consuntivo del bilancio 2009 ha visto un utile operativo di 12,5 milioni di euro.

Un comunicato stampa del Commissario Michael Pluta del 22 luglio 2010 conferma l'andamento positivo della amministrazione controllata.
Un comunicato stampa del Commissario Michael Pluta del 21 dicembre 2010 annuncia la fine dell'amministrazione controllata. La proprietà passa ai creditori.
Un comunicato stampa del 21 marzo 2013 conferma l'acquisto della Märklin da parte del Simba-Dickie-Group.

## I modelli
I modelli prodotti in scala H0 da Märklin si caratterizzano dall'utilizzo di un sistema di alimentazione in corrente alternata anziché in corrente continua: nei tradizionali sistemi in corrente continua l'alimentazione viene prelevata da una delle rotaie, mentre la seconda rotaia fa da massa; invece, nel sistema Marklin entrambe le rotaie sono la massa (più correttamente il "neutro", trattandosi di corrente alternata), mentre la "fase" è data da una serie di punti di contatto in rilievo, posti tra le due rotaie (cosiddetta "terza rotaia"); i rotabili prendono la corrente dai punti di contatto tramite un pattino posto sotto la locomotiva.
I sistemi a 3 rotaie, rispetto ai sistemi a 2 rotaie, presentano principalmente 3 vantaggi:
- maggior affidabilità nella captazione della corrente; anche se una delle rotaie che conducono il "neutro" si interrompe, la circolazione non si ferma in quanto il circuito rimane comunque chiuso dall'altra rotaia.
- di norma le due rotaie del "neutro" sono elettricamente collegate tra loro; è però possibile isolarle tra loro, in modo da creare semplici binari che segnalano il passaggio del treno (cosiddetti binari di occupazione); interponendo tra le stesse una lampadina, p.es. è possibile segnalare che una tratta di binario è occupata.
- è estremamente semplice creare cappi di ritorno. Un cappio di ritorno è un tracciato composto da un binario di ingresso/uscita che poi sfocia tramite uno scambio in un anello: il treno passa sul binario di ingresso, entra nel cappio, lo percorre, e poi esce sullo stesso binario utilizzato per l'ingresso. In un sistema a 2 rotaie è necessario provvedere a sezionare elettricamente il tracciato, in quanto se i binari che formano l'anello si reinnestassero così come sono nello scambio, provocherebbero un corto circuito, perché la rotaia positiva si congiungerebbe alla rotaia negativa dello scambio. In un sistema a tre rotaie questa complicazione non c'è.

## I binari
Sono reperibili i seguenti binari:

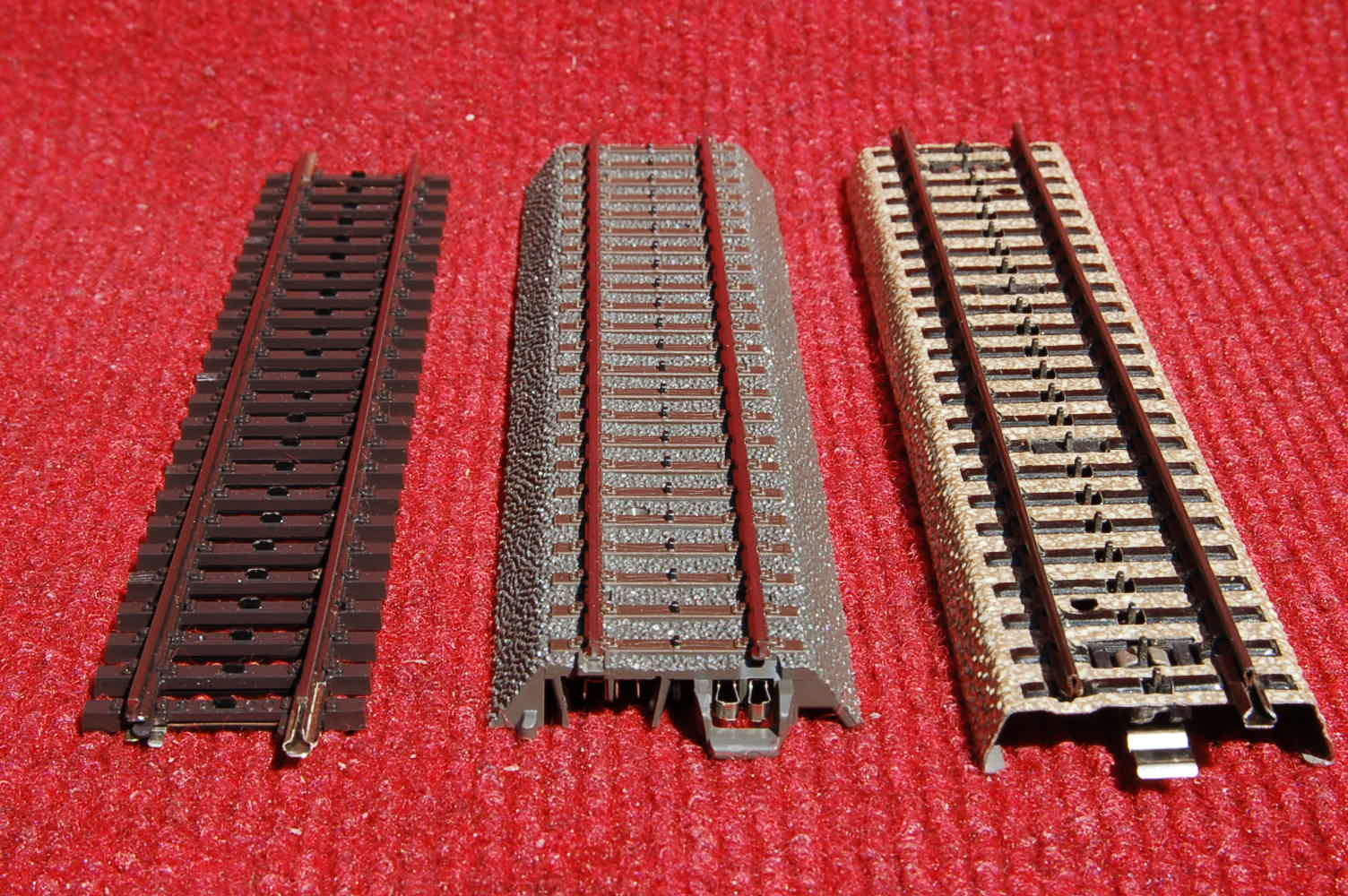
I tre tipi di binario Märklin:
K (sinistra), C (centro), M (destra)

- Binario M: si tratta di un binario dotato di massicciata in sfumature di marrone, completamente in metallo; nelle prime versioni, chiamate Serie 3600, prodotte a partire dal 1947, il conduttore centrale era costituito da una vera e propria rotaia (da qui il nome "terza rotaia"); successivamente (1957) la pista centrale fu sostituita da una serie di punti di contatto in rilievo, rendendo così il binario esteticamente migliore. I binari M sono usciti di produzione, e possono essere trovati solo nel mercato dell'usato; sebbene possano essere utilizzati anche con materiale moderno (in particolar modo con i sistemi digitali di controllo dei treni), il loro uso è sconsigliato a causa di diversi problemi che possono dare con il materiale più recente, sia dal punto di vista di possibili deragliamenti, sia da quello della captazione della corrente (che sui sistemi digitali deve essere perfetta).
- Binario C: è il successore del binario M, prodotto dal 1996; è dotato di massicciata di plastica grigia, e di un sistema di aggancio facile ed elettricamente affidabile; è il binario ideale non solo per plastici fissi, ma anche per tracciati che debbano essere frequentemente smontati e rimontati. Il binario C è disponibile in elementi rettilinei di varie lunghezze o con cinque diversi raggi di curvatura (R1=360mm, R2=437,5mm, R3=515mm, R4=579,3mm, R5=643,6mm; con il raggio misurato in corrispondenza dell'asse dei binari) di varie frazioni di circonferenza. Il modulo base, utilizzato come unità di misura in asse ai binari rettilinei, è di 360mm (elemento ABBB n.24360). La distanza "normale" tra gli assi di due binari paralleli vicini è di 77,5mm (che è anche la distanza tra i raggi di curvatura R1 e R2 e tra i raggi R2 e R3). Il deviatoio "normale" (elementi n.24611, deviatoio sinistro, e n.24612, deviatoio destro) è composto da un tratto rettilineo lungo 188,3mm cui è associato un tratto curvo di 24,3° in raggio R2; la proiezione lungo il tratto rettilineo della rotaia esterna curva del deviatoio misura 171,7mm. Giuntando gli estremi dei tratti curvi di due deviatoi normali opposti (un destro e un sinistro) si ottengono due binari paralleli i cui assi sono distanti esattamente 77,5mm: la proiezione lungo gli assi rettilinei della distanza fra i due estremi di questa combinazione è esattamente 360mm. Per questo esistono gli elementi rettilinei BB da 188,3mm (elemento n.24188, lungo come il tratto rettilineo dei deviatoi) e gli elementi rettilinei AB da 171,7mm (elemento n.24172, complementare del precedente rispetto al modulo base). Esistono poi gli elementi frazionari B da 94,2mm (elemento n.24094, lungo la metà del tratto rettilineo dei deviatoi normali) e A da 77,5 (elemento n.24077, complementare di A rispetto agli elementi AB)[5].
- Binario K: è un binario senza massicciata, solo con le rotaie, i punti di contatto e le traversine, in commercio dalla fine degli anni '60; esteticamente molto realistico, è adatto solo per plastici fissi; essendo, infatti, più fragile, potrebbe danneggiarsi in caso di frequenti smontaggi. È disponibile in varie curvature; esiste anche in formato flessibile, ciò che consente di creare percorsi curvi "ad hoc".

## Il materiale rotabile
Locomotori/Locomotive

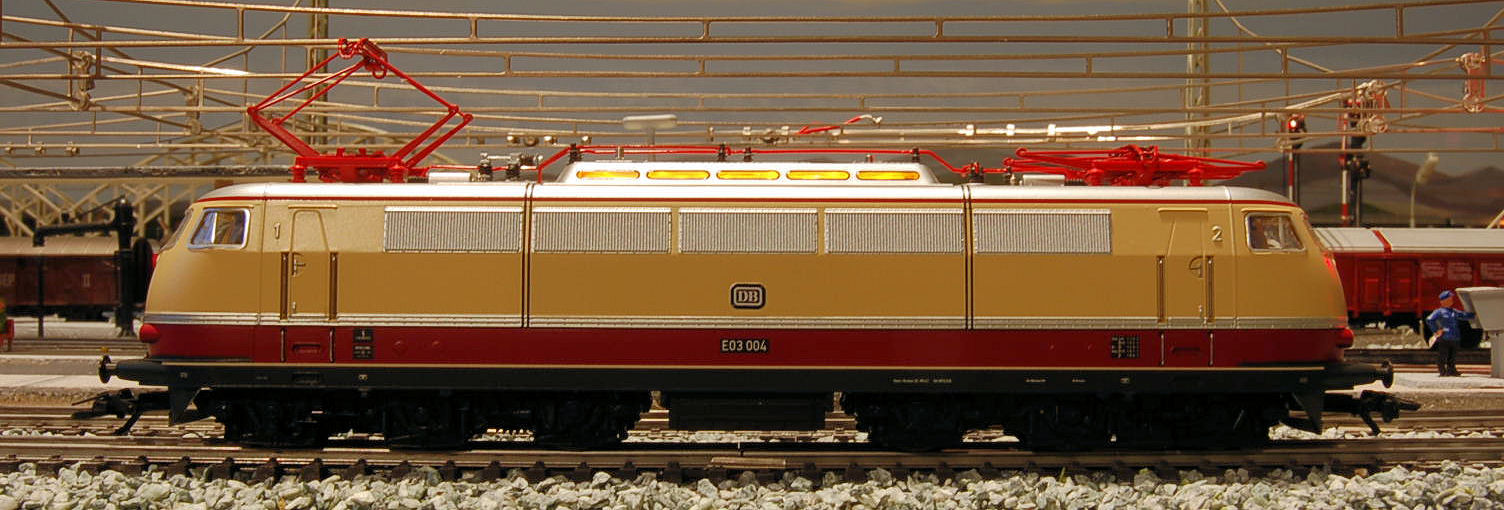
Uno stupendo modello di produzione recente: la possente E03 delle DB, nella sua versione prototipo. L'E03 004 Märklin è la riproduzione di una delle prime quattro motrici E03 delle DB, in linea dagli ultimi anni sessanta del secolo scorso. La prima riproduzione Märklin risale al 1966 (E03 002), in catalogo sino al 1969 e poi sostituita dalla 103 113-7. Il 39573, che vediamo raffigurato, è interamente in metallo. Il motore è il Sinus di prima generazione.

La produzione attuale comprende locomotive e locomotori tedeschi (naturalmente) francesi, olandesi, svizzeri, austriaci, spagnoli, americani, svedesi, norvegesi, danesi e financo ungheresi, lussemburghesi e italiani.
L'evoluzione ha comportato un crescente impiego di elettronica, che ha visto anche la collaborazione di Motorola. I motori, un tempo prodotti da Märklin in proprio, sono ora anche acquistati da ditte esterne, come la svizzera Maxon, leader mondiale nel mercato della apparecchiature di precisione elettromedicali. Sofisticati decoder e moduli sonori fanno sì che le loco Märklin ora riproducano tutti i suoni con notevole realismo, e che siano dotate di funzioni come lo sganciamento a distanza ed il controllo totale delle luci anteriori e posteriori. Il tutto in involucro di metallo, come ai tempi dei “giocattoli” degli anni '50 del secolo scorso, ma con infiniti particolari, spesso anch'essi in metallo, rigorosamente applicati.

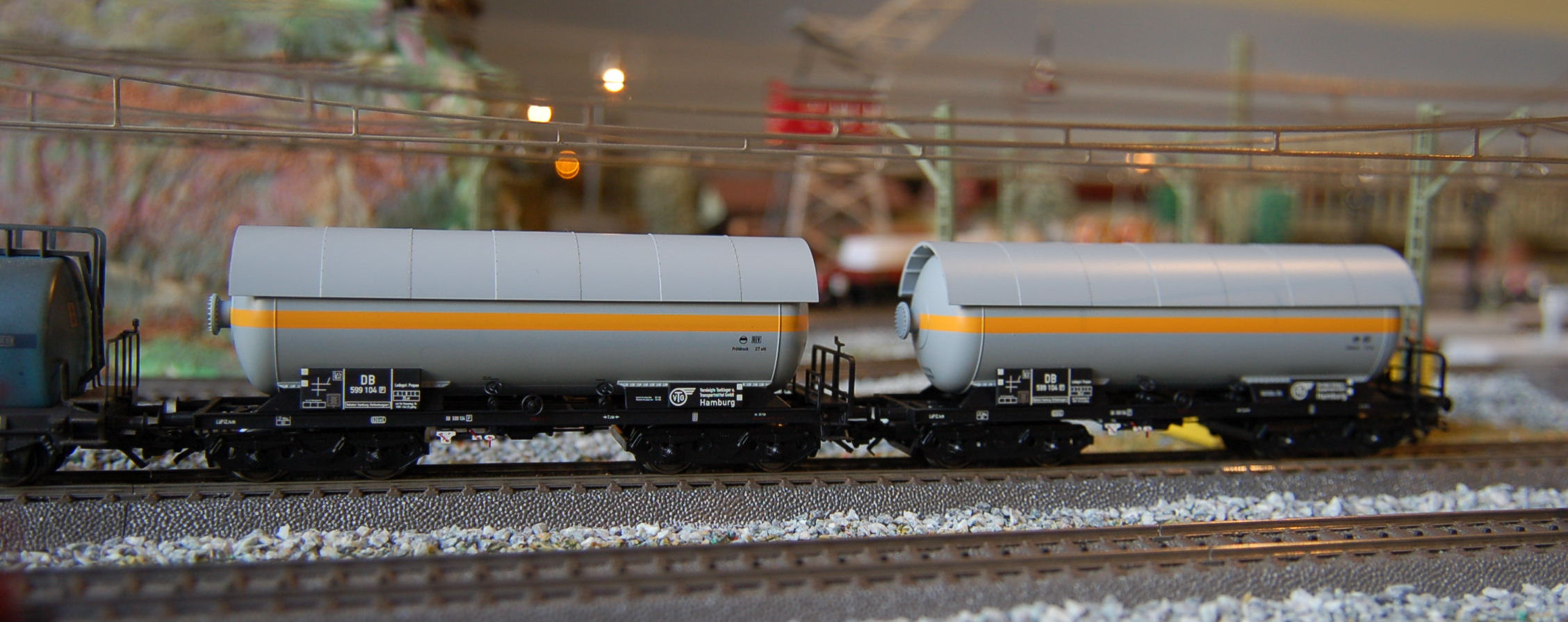
Coppia di vagoni cisterna in scala H0, epoca III, produzione 2007, art.46450

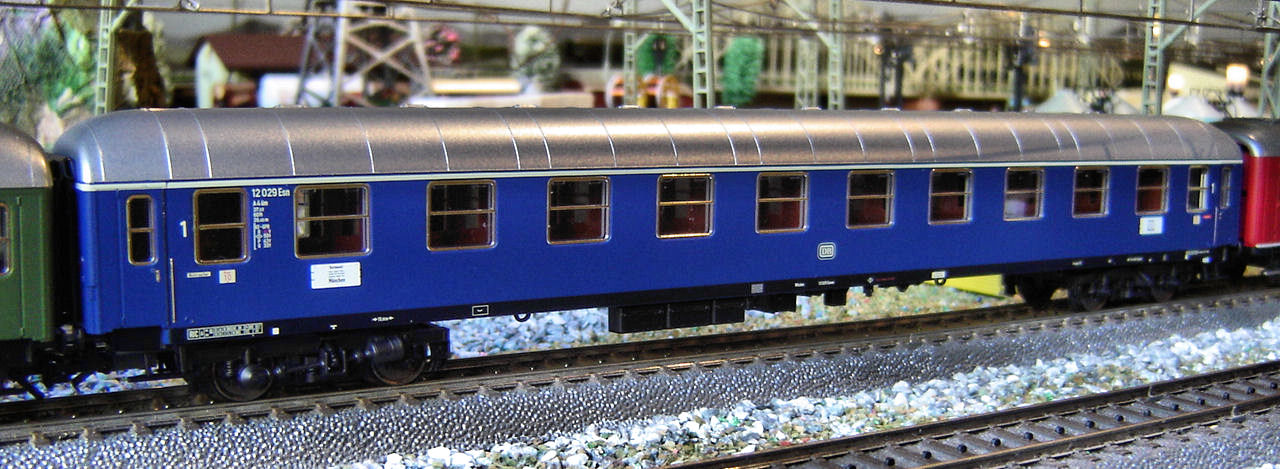
Vetture passeggeri di I classe in scala H0, epoca III, produzione 2006, art. 43910

Il materiale trainatoVagoni passeggeri e vagoni merci
Anche la produzione dei vagoni Märklin ha avuto, sino a pochi anni fa, come caratteristica principale, l'utilizzo del metallo. Opportunità commerciali hanno poi suggerito negli ultimi anni, per favorire la ricchezza di particolari, un sempre maggiore utilizzo della plastica.
Tuttavia, sono solo da poco tempo uscite di produzione le vetture passeggeri di metallo, anacronisticamente lunghe 24 cm (ovvero sono in scala 1:87 in altezza e in larghezza ma in scala 1:100 per quanto concerne la lunghezza della carrozza stessa), che esercitano ancora oggi un notevole fascino sugli appassionati. Anche vetture passeggeri “corte” a due e tre assi sono state prodotte per decenni interamente in metallo. La richiesta di maggiori particolari, e probabilmente il maggior costo di realizzazione, ha indotto come detto ad abbandonarne la produzione, con notevole dispiacere di tanti amici di Märklin, che ne continuano la collezione, cercandole e pagandole a caro prezzo nel mercato dell'usato. 
La produzione complessiva delle carrozze passeggeri e dei carri merci è notevole. Alcuni esemplari raggiungono quotazioni superiori a quelle del materiale trainante, come ad esempio le carrozze del treno francese “Le capitole” o le carrozze italiane in genere.
Anche alcuni carri merci degli anni 50 e 60 hanno quotazioni ragguardevoli, superiori ai cento euro. Questo per non parlare dei modelli anteguerra, che superano anche 200 o 300 euro di quotazione.

## Quotazioni

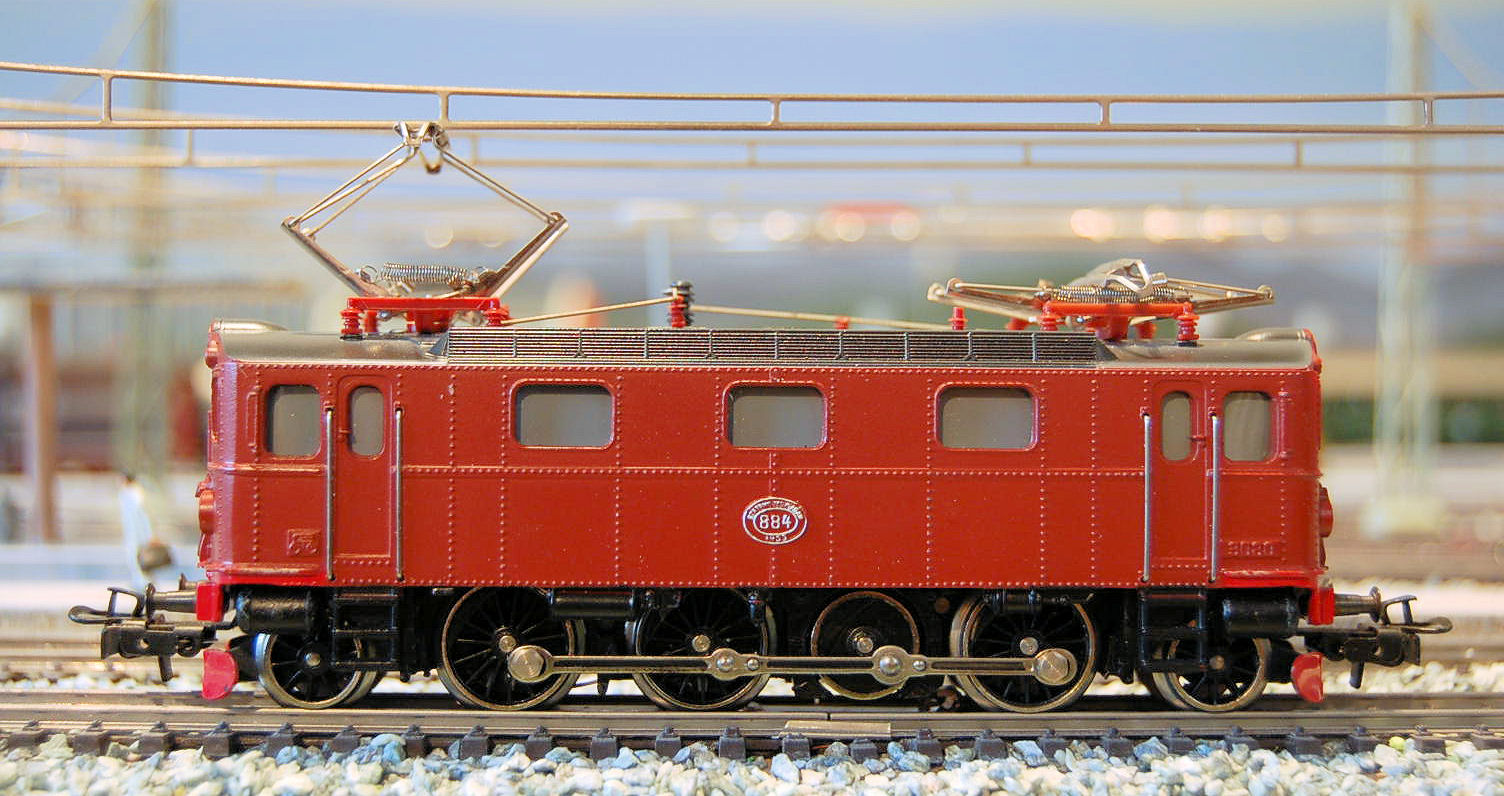
Uno storico modello Märklin, molto apprezzato dai collezionisti: il locomotore svedese "Classe Da delle SJ" (articolo 3030) ovvero locomotiva universale delle ferrovie svedesi dello stato. Il modello, per le sue particolarità costruttive e le sue forme, si presentava estremamente accattivante. Il peso (510 grammi) l'affidabilità, la potenza di trazione facevano il resto. Il modello riprodotto è del 1974 ed è uscito di produzione nel 1988.

Come detto, alcuni rotabili Märklin hanno alto valore. Ma, naturalmente non sono moltissimi, anche se il valore generale non è poi così basso. Per farsi un'idea della produzione Märklin si può acquistare il catalogo storico (Koll's preiskatalog ) edito ogni anno, che elenca ed illustra la produzione Marklin dalle origini ad oggi. Il catalogo attribuisce anche delle quotazioni ai singoli modelli, ma tali dati sono da considerare meramente indicativi, in quanto il mercato italiano spunta dei prezzi significativamente più alti, in particolare per il raro materiale FFSS.

## Accessori

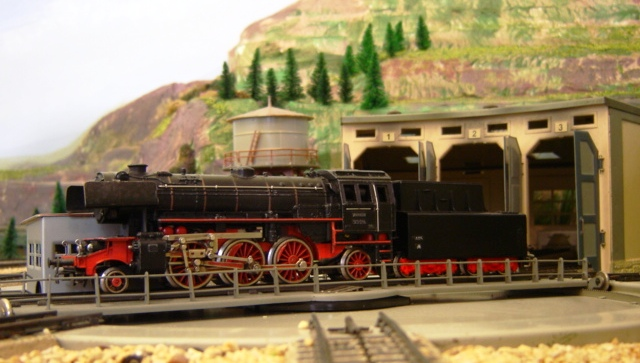
La piattaforma girevole 7189, mentre manovra la BR23 (art. 3005, produzione 1964)

La Märklin ha sempre prodotto in proprio tutti gli accessori, e solo recentemente si è affidata a ditte esterne per i suoi prodotti a marchio. La nuova catenaria, prodotta da Viessmann ne è il principale esempio. 
I segnali sono stati recentemente arricchiti da una nuova gamma realistica a funzionamento digitale o tradizionale, che è in catalogo a fianco della vecchia gamma, in produzione da più di 40 anni. I vecchi segnali sono robustissimi, e, per quanto attiene a quelli ad ala, fedeli al prototipo.
Funzionamento impeccabile, come per gli scambi, influenza sui treni, possibilità di comando manuale/automatico o entrambi.
Nella gamma Marklin di accessori un posto particolare spetta a due oggetti che non possono mancare in un plastico che si rispetti: piattaforma girevole e gru. Due articoli leggendari, prodotti per decenni, che hanno caratterizzato e qualificato la produzione. La gru 7051 e la piattaforma 7189, corredata dal deposito locomotive, tutti e tre realizzati in metallo, sono ancora oggi contesissimi sul mercato, e sono ampiamente preferiti agli attuali modelli, realizzati anche in plastica.

## Sistemi di comando dei treni Märklin

### Sistema analogico
Consiste in un trasformatore dotato di una manopola; ruotando la manopola viene variata la tensione inviata sulle rotaie (tra 4 e 16 volt circa), con conseguente variazione della velocità di marcia dei treni.
Il trasformatore analogico può essere usato per comandare sia locomotive analogiche, sia locomotive digitali (mentre non è possibile il contrario: una locomotiva analogica NON può marciare su un plastico a comando digitale).
Sul trasformatore è poi presente un interruttore che consente l'inversione di marcia dei treni; a differenza dei sistemi analogici in corrente continua, dove l'inversione di marcia è ottenuta tramite inversione della polarità della corrente, nel sistema Märklin l'inversione di marcia è ottenuta all'interno di ciascuna locomotiva: premendo un apposito pulsante (o ruotando la manopola a sinistra oltre il fine-corsa), viene inviata sulle rotaie una sovratensione, che nelle locomotive analogiche fa scattare un relais interno alla locomotiva stessa, con conseguente inversione del senso di marcia; nelle locomotive digitali (che, si ripete, possono essere comandate anche da un sistema analogico), il decoder presente nella locomotiva rileva la sovratensione e inverte la marcia.
Il sistema analogico è il più semplice per comandare i treni, ma non è esente da complicazioni in caso di tracciati di una certa complessità; il principale svantaggio del sistema analogico è che un'azione sul trasformatore influenza tutti i treni presenti sul tracciato: in parole povere, girando il regolatore di velocità verso destra, tutti i treni accelerano; girandola verso sinistra, tutti i treni rallentano, e così via.
Per ovviare a questo problema, è possibile ricorrere ai cosiddetti sezionamenti del tracciato: i sezionamenti consistono nell'isolare elettricamente il tracciato in più sezioni, demandando il controllo di ciascuna sezione ad un diverso trasformatore; in questo modo, è possibile comandare indipendentemente più treni, sempre che si trovino in sezioni diverse. Oppure si può far uso (con i locomotori a pantografo) della linea aerea; con questo sistema si possono controllare in modo indipendente due macchine usando, con due trasformatori di alimentazione,  rispettivamente: 1) le due rotaie e la linea centrale a punti di contatto: 2) le due rotaie e la linea aerea.
I semafori, i deviatoi e tutti gli altri articoli elettromagnetici, sono provvisti di una o più bobine alimentate mediante i cavi gialli collegati direttamente al trasformatore. Le bobine permettono l'azionamento dei meccanismi all'interno degli articoli elettromagnetici citati sopra. I cavi gialli alimentano inoltre qualsiasi tipo di lampadina presente nel tracciato. Il ritorno a massa della corrente viene effettuato dai cavi blu collegati a loro volta alle diverse pulsantiere di comando. Tali cavi permettono il passaggio dell'impulso elettrico necessario per l'azionamento delle bobine.

### Märklin Delta
Si tratta di un sistema digitale entry-level di controllo dei treni, nato come semplificazione del sistema Märklin Digital di cui oltre; con esso è possibile comandare, sullo stesso tracciato e senza ricorrere a sezionamenti, fino a 4 locomotive indipendentemente l'una dall'altra (il che significa, in pratica, che mentre una locomotiva avanza a una certa velocità, un'altra può indietreggiare, un'altra ancora avanzare a velocità diversa, una quarta stare ferma, ecc.), ciò è reso possibile dalla presenza, nelle locomotive, di decoder digitali che ricevono ed interpretano i comandi inviati sul binario dalla stazione di controllo Delta.
Una locomotiva Delta può essere comandata da un trasformatore analogico, da una centrale Delta, o anche dalle più moderne centrali della serie Marklin Digital (6021 ecc.) o Marklin Systems (Mobile Station o Central Station).

### Märklin Digital
Sistema di controllo digitale dei treni, che consente la gestione di un più elevato numero di locomotive rispetto al Delta; consente, inoltre, di comandare in digitale anche deviatoi (cosiddetti scambi), semafori ed apparati elettromagnetici in genere, semplificando in tal modo il cablaggio del plastico. Per il controllo del materiale si avvale delle centrali 6021, 6036, 6040 e 6043.
Questo sistema non è più in produzione.
Mobil Station II e Central Station III sono l'ultima evoluzione dei sistemi di controllo digitale dei treni Märklin.
È il sistema in produzione, ed è perfettamente compatibile con i precedenti sistemi digitali.

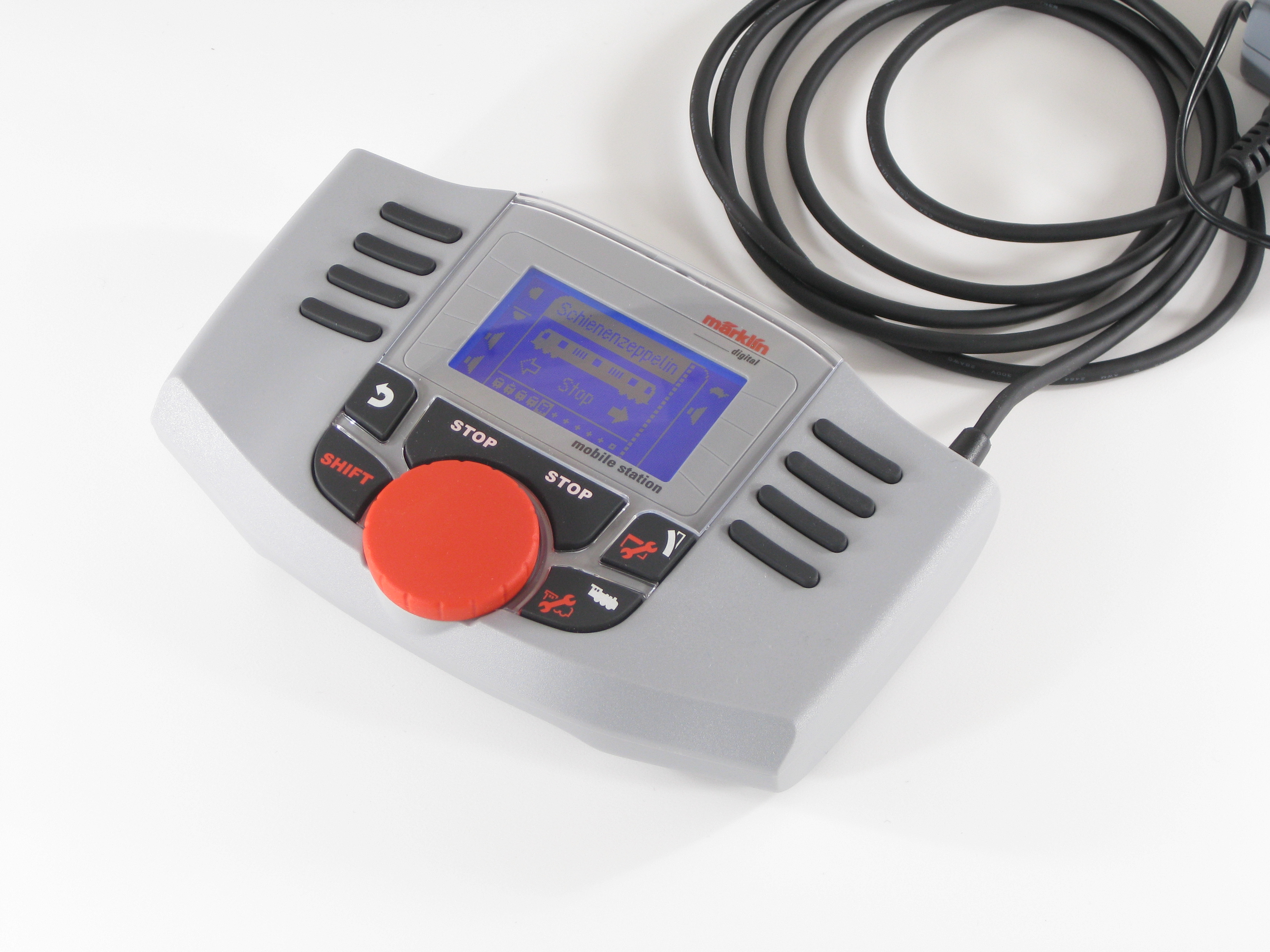
Mobile Station II

- Mobile Station II: centralina di controllo economica di seconda generazione (01/2010), consente di gestire le locomotive fino ad un massimo di 10 e gli apparati elettromagnetici. Schermo in bianco e nero. Multiprotocollo. Il software si aggiorna automaticamente collegandola alla Central Station II.

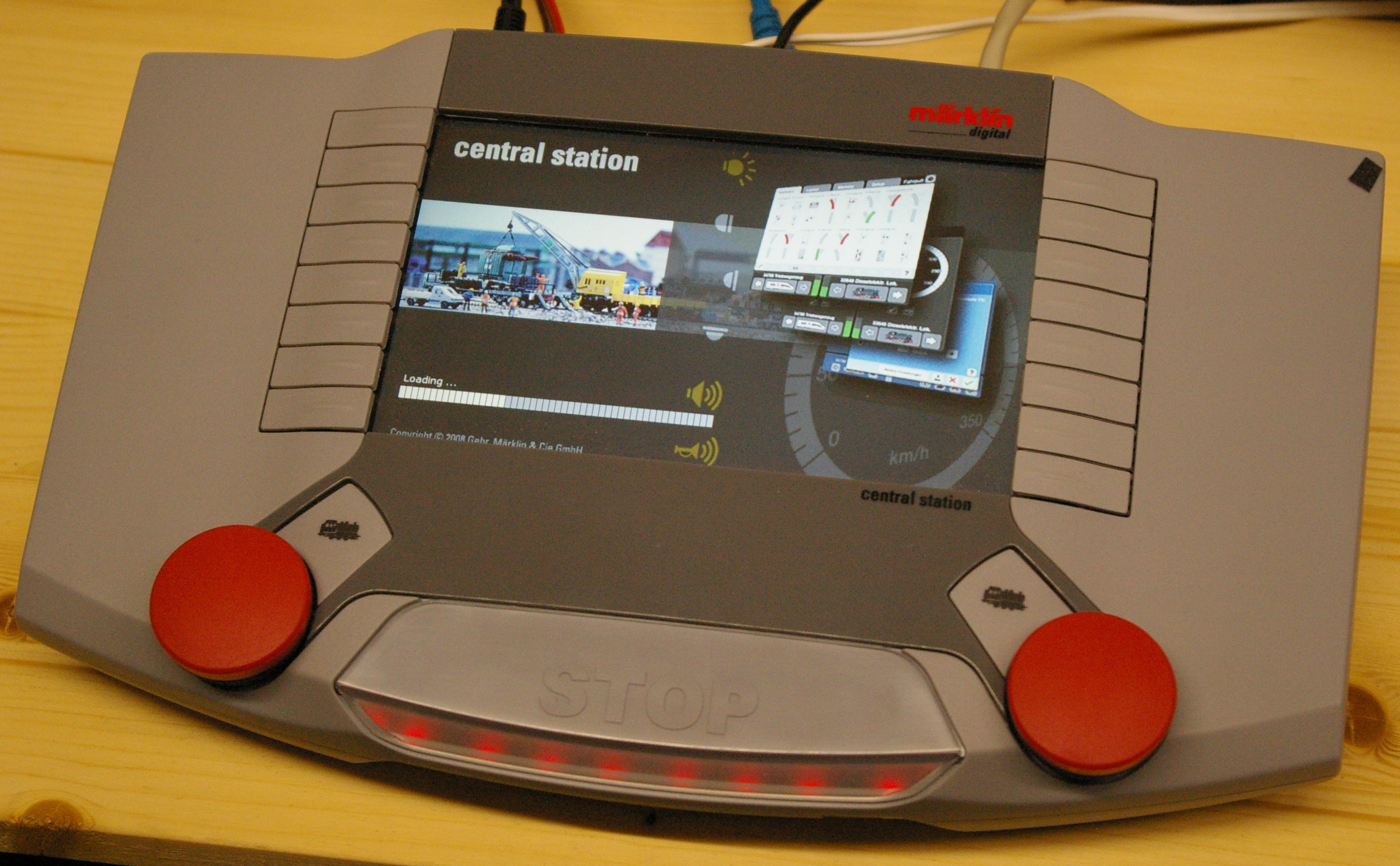
Central Station II. Centralina digitale (2008). Multiprotocollo.Touch screen

- Central Station II: centralina di controllo evoluta di seconda generazione (09/2008), schermo a colori, un maggior numero di funzioni ed una più facile interfacciabilità con i computer le caratteristiche principali. Multiprotocollo (10/2009). Gestione degli apparati elettromagnetici, del layout e delle locomotive con touch screen. Il software si aggiorna automaticamente collegandola ad internet.

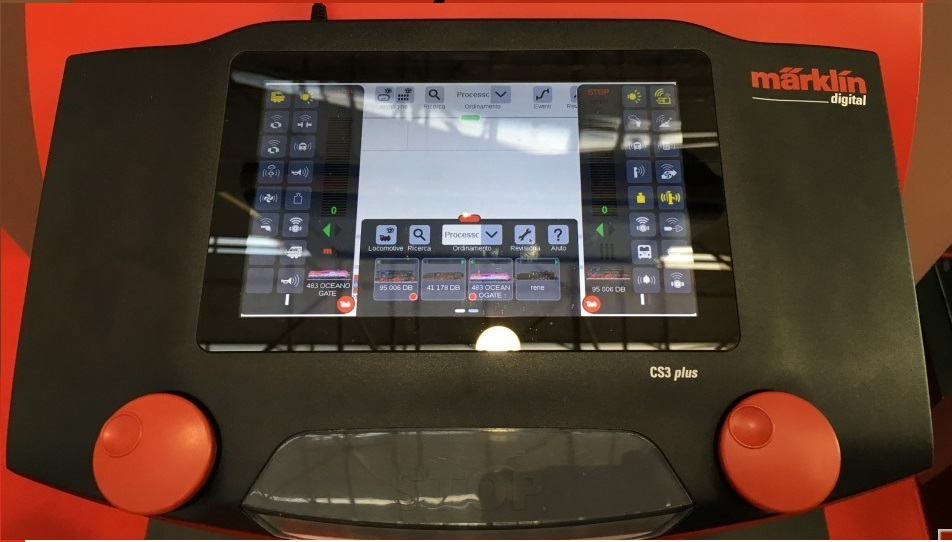
Centrale digitale CS3 (2016).

- Central Station III: centralina di controllo di terza generazione (02/2016), schermo a colori maggiorato, un maggior numero di funzioni ed una più facile interfacciabilità con i computer. Multiprotocollo (mfx,mfx+,DCC). Gestione degli apparati elettromagnetici, del layout e delle locomotive con touch screen. Il software si aggiorna automaticamente collegandola ad internet. Amperaggio maggiorato, ovvero in grado di gestire impianti di maggiore dimensione.

- È possibile utilizzare una app sul iPad (Apple) per controllare il plastico tramite la Central Station 2/3 ed un collegamento Wi-Fi. La gestione degli impianti con controlli "senza fili" rappresenta un'ulteriore sviluppo.

### Märklin Systems
Per il controllo del materiale si avvale di due tipologie di centraline:
- Mobile Station: centralina di controllo economica, consente di gestire le sole locomotive, fino ad un massimo di 10
- Central Station: centralina di controllo evoluta, consente di gestire anche gli apparati elettromagnetici e gli itinerari; nella sua versione aggiornata (2007) è possibile anche interfacciarla con le centrali delle precedenti generazioni.

Non è più in produzione.